# Lauricius hemicloeinus
Lauricius hemicloeinus is een spinnensoort in de taxonomische indeling van de Tengellidae.
Het dier behoort tot het geslacht Lauricius. De wetenschappelijke naam van de soort werd voor het eerst geldig gepubliceerd in 1888 door Eugène Simon.